# Al-Moetawakkil

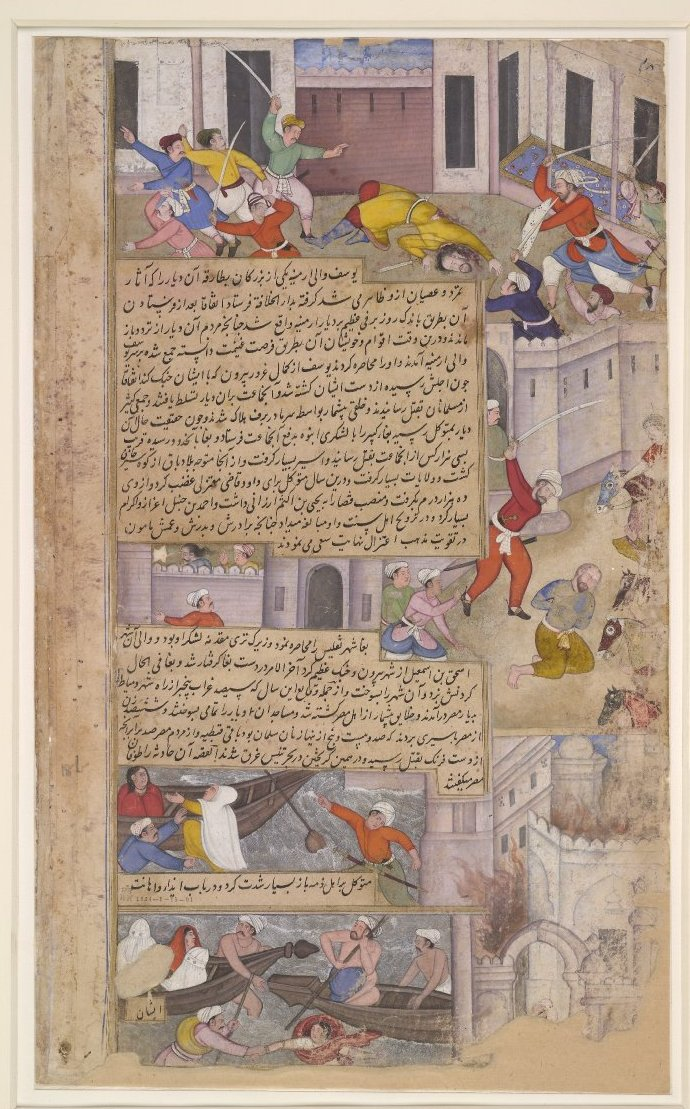
Tekst over de vernietiging van het mausoleum van Imam Hoessein

Al-Moetawakkil (februari/maart 821 of 822 – december 861) was een kalief uit het Huis der Abbasiden die regeerde van 846 of 847 tot 861.  Hij volgde zijn broer Al-Wathiq op.  
Hij begon zijn regering met het verleggen van zijn residentie van Bagdad naar het noordelijker Samarra, aan de Tigris.  Hij verbood de filosofische discussie over de aard van de koran, verwoestte het mausoleum van Imam Hoessein in Kerbela, het geestelijk centrum van de sjiieten en sloot het Huis der Wijsheid, een wetenschappelijk centrum in Bagdad.
Ook vaardigde hij een decreet uit tegen de "beschermde joden en christenen", dat een actualisering was van het edict van Omar en een precedent was voor vele anti-joodse en anti-christelijke verordeningen. Ook synagogen en kerken werden door hem gesloten en vernietigd. 
Tegen Armeniërs en Byzantijnen voerde hij oorlog totdat hij werd vermoord (zie Byzantijns-Arabische oorlogen). Bij het beramen van deze moord speelde mogelijk ook zijn eigen zoon een rol.
Na de regeerperiode van Al-Moetawakkil begon het verval van de Abassiden. Hij werd opgevolgd door Al-Muntasir.